# Richard Chiu
Richard Chiu (* 1991 in Los Angeles, Los Angeles County, Kalifornien) ist ein US-amerikanischer Schauspieler und Filmschaffender.

## Leben
Chiu wurde in Los Angeles als Sohn eines Ingenieurs und einer Buchhalterin geboren. Er wuchs in Toronto auf. Sein jüngerer Bruder Winston Tor lebt in Berlin und ist dort als Künstler tätig. Chiu ist Vater eines Sohnes. Er war bei Trader Joe’s angestellt, als er über einen dortigen Kunden, der als Casting Director arbeitete, seine erste Rollenbesetzung erhielt. 2003 spielte er in zwei Episoden der Fernsehserie Schatten der Leidenschaft jeweils verschiedene Nebenrollen. 2006 in Hotel Zack & Cody und 2008 in Hannah Montana hatte er jeweils eine Episodenrolle inne. 2009 fungierte er für den Fernsehfilm Keep Dreaming als Produzent. Weitere Episodenrollen folgten in den 2010er Jahren unter anderen in den Fernsehserien Die Zauberer vom Waverly Place, Intelligence, About a Boy, CSI: Cyber oder S.W.A.T. 2015 stellte er im Kurzfilm Up Next die größere Rolle des Lukas dar. Der Kurzfilm wurde unter anderen am 30. Mai 2015 auf dem Dances With Films Festival und am 12. November 2016 auf dem New York Jazz Film Festival gezeigt. 2020 erschien der Kurzfilm Quarantine Rabbit, für den er unter anderen für die Regie, die Produktion und das Drehbuch zuständig war. Im selben Jahr folgten insgesamt vier Fortsetzungen. 2022 stellte er im Science-Fiction-Film Battle for Pandora die Rolle des Kyle Vidman dar. Im selben Jahr wirkte er außerdem in einer Episode der Fernsehserie Star Trek: Picard mit.

## Filmografie (Auswahl)

### Schauspiel
- 2003: Schatten der Leidenschaft (The Young and the Restless, Fernsehserie, 2 Episoden, verschiedene Rollen)
- 2006: Her Love/Life (Kurzfilm)
- 2006: Hotel Zack & Cody (The Suite Life of Zack & Cody, Fernsehserie, Episode 2x05)
- 2006: Maps (Kurzfilm)
- 2006: November Ninth, We Stayed Up Late (Kurzfilm)
- 2006: The Killer, the Chef and the Gangsters
- 2007: Baby – Live Fast. Kill Young. (Baby)
- 2008: Hannah Montana (Fernsehserie, Episode 2x22)
- 2008: The Living Sword (Kurzfilm)
- 2008: Zip (Fernsehfilm)
- 2009: GB: 2525
- 2009: Slacker P.I. (Fernsehserie, Episode 1x02)
- 2009: Layover, on the Shore (Kurzfilm)
- 2010: I Am Asian, How Are You (Kurzfilm)
- 2010: Die Zauberer vom Waverly Place (Wizards of Waverly Place, Fernsehserie, Episode 3x15)
- 2010: Dancing Ninja
- 2011: Life at the Resort
- 2012: The People I’ve Slept With
- 2012: Play Doll (Kurzfilm)
- 2013: Miss Dial
- 2014: Intelligence (Fernsehserie, Episode 1x09)
- 2014: About a Boy (Fernsehserie, Episode 1x13)
- 2014: I Remember my First Beer, Man (Kurzfilm)
- 2015: CSI: Cyber (Fernsehserie, Episode 1x09)
- 2015: Up Next (Kurzfilm)
- 2015: Actor for Hire
- 2015: Murder in Mexico: The Bruce Beresford-Redman Story (Fernsehfilm)
- 2015: Shake It Off (Kurzfilm)
- 2016: Unacquainted (Fernsehserie, Episode 1x02)
- 2019: S.W.A.T. (Fernsehserie, Episode 2x17)
- 2020: Quarantine Rabbit 4 (Kurzfilm)
- 2020: Quarantine Rabbit 5 (Kurzfilm)
- 2021: Twenty Four Hours (Kurzfilm)
- 2021: Fast Vengeance
- 2022: Star Trek: Picard (Fernsehserie, Episode 2x03)
- 2022: Battle for Pandora

### Filmschaffender
- 2009: Keep Dreaming (Fernsehfilm; Produktion)
- 2010: I Am Asian, How Are You (Kurzfilm; Produktion, Drehbuch)
- 2010: Till Death Do Us Part (Kurzfilm; Produktion)
- 2012: Play Doll (Kurzfilm; Produktion)
- 2014: I Remember my First Beer, Man (Kurzfilm; Produktion, Drehbuch)
- 2015: Shake It Off (Kurzfilm; Produktion, Drehbuch)
- 2020: Quarantine Rabbit (Kurzfilm; Produktion, Drehbuch, Regie, Schnitt, Kamera)
- 2020: Quarantine Rabbit II (Kurzfilm; Produktion, Drehbuch, Regie, Schnitt, Kamera)
- 2020: Quarantine Rabbit 3 (Kurzfilm; Produktion, Drehbuch, Regie, Schnitt, Kamera)
- 2020: Quarantine Rabbit 4 (Kurzfilm; Produktion, Drehbuch, Regie, Schnitt)
- 2020: Quarantine Rabbit 5 (Kurzfilm; Produktion, Drehbuch, Regie, Schnitt)